# Milesia brunneonigra
Milesia brunneonigra är en tvåvingeart som beskrevs av Heikki Hippa 1990. Milesia brunneonigra ingår i släktet Milesia och familjen blomflugor. Inga underarter finns listade i Catalogue of Life.